# Nagi (Okayama)
Nagi (jap. 奈義町 Nagi-chō) – miasto w Japonii, na wyspie Honsiu, w prefekturze Okayama. Według danych na rok 2020 miejscowość zamieszkiwało 5 578 mieszkańców , a gęstość zaludnienia wyniosła 80,2 os./km².